# Cristiano dos Santos Rodrigues
Cristiano dos Santos Rodrigues, alias Cristiano, (nacido el 3 de junio de 1981 en Río de Janeiro, Brasil) es un exfutbolista brasileño.
En su carrera profesional logró anotar 58 goles en la Eredivisie de Países Bajos.
Anotó en la Copa Mundial de Clubes de 2008 para el Adelaide United.

## Trayectoria

### Orígenes
Cristiano comenzó su carrera con el club de club holandés NAC Breda. Firmó su primer contrato profesional con Breda a los 16 años, sin ser un goleador prolífico logró destacar y luego dar el salto al Roda JC.
Las actuaciones de Cristiano con Breda fueron impresionantes, siendo el gestor del club Wiljan Vloet quien llevó al brasileño al club. 

### Basel
Después de ocho temporadas en la Eredivisie, Cristiano buscó un nuevo reto en un país extranjero y no dejó pasar la oportunidad de unirse a los gigantes suizos del FC Basilea. Su debut fue el 10 de septiembre de 2006 en la victoria de Basilea por 2-1 en casa contra el FC Zürich en el St. Jakob-Park. Cristiano se esforzó para comandar un punto de partida para regular en el lado (aunque lo hizo ganar la Copa de Suiza), y, finalmente, fue cedido de nuevo a los Países Bajos con el Willem II de Tilburg. Su cesión en el Willem II tuvo mucho éxito, marcando 5 goles en 12 apariciones. Willem II efectuó la compra de Cristiano al final de la temporada 2006-07 por aproximadamente €2.000.000.

### Willem II
A pesar de ser muy conocido en los Países Bajos, recibió tentativa interés de otros clubes holandeses, debido a su condición de extranjero que requiere un salario mínimo alto, tuvo que salir y buscar opciones en otro lugar.

### Adelaide United
Cristiano se trasladó a Australia para unirse a la A-League lado Adelaide United al comienzo de la temporada 2008-09. Adelaida había perdido Nathan Burns y Bruce Djite en la temporada baja y estaban en necesidad desesperada de un delantero permanente. Después de anotar en su debut en un partido de pretemporada, Cristiano hizo su debut en la A-League en la victoria por 1-0 sobre el Perth Glory. Cristiano fue impresionante en su debut, la configuración del gol de la victoria anotado por Travis Dodd. 
Cristiano anotó su primer gol competitiva para Adelaide United en tercera ronda contra el Wellington Phoenix en el estadio Hindmarsh. Cristiano terminó con un doblete en la victoria por 3-0. Después de ayudar a Adelaide United convertirse en la primera parte australiana para llegar a las semifinales de la Liga de Campeones de la AFC, marcó un doblete días más tarde para ayudar a los Rojos a una victoria de 2-0 sobre el vigente estrena Newcastle Jets. 
Cristiano anotó su quinto gol en siete partidos de la Liga A consiguiendo en la hoja de la cuenta en el empate 3-3 contra Costa Central. Él anotó el único gol del quinto lugar en la Copa Mundial de Clubes de play off contra el club egipcio Al-Ahly la impresionante huelga de veinte yardas fue galardonado 'gol del torneo ".
En la gran final de 2008-09 contra el Melbourne Victory, Cristiano fue controvertida tarjeta roja a los 10 minutos. Sin embargo, esta tarjeta roja fue revocada de su registro.
Fue liberado de Adelaida después de su campaña asiática Champions League 2010 después de que fueron eliminados de la ronda de dieciseisavos de final.

### Tarxien Rainbows
Durante la temporada de transferencias de verano 2010-11 firmó un contrato de dos años hasta 2011-12, con el maltés club de la Premier League Tarxien Rainbows.

### White City
Se anunció el 7 de junio de 2011 que Cristiano se movería de nuevo a Adelaida y firmar con el sur de Australia equipo de la Premier League White City FC con el objetivo de continuar su carrera en el entrenamiento y para aspirar a volver a firmar con su antiguo club A-League, Adelaida Unidas. 
Cristiano hizo su debut para el White City FC en la derrota 3-2 ante Enfield City. También anotó desde una cabecera y más tarde fue expulsado.

### Olimpia
El 15 de agosto de 2013 llegó a Olimpia como refuerzo de última hora y en traspaso libre. Ni siquiera tuvo la chance de debutar bajo la dirección técnica de Danilo Javier Tosello y a inicios de 2014 se le rescindió su contrato.

## Clubes
| Club             | País         | Año         |
| ---------------- | ------------ | ----------- |
| NAC Breda        | Países Bajos | 1998 - 2002 |
| Roda JC          | Países Bajos | 2002 - 2006 |
| Basilea          | Suiza        | 2006 - 2007 |
| Willem II        | Países Bajos | 2007 - 2008 |
| Adelaide United  | Australia    | 2008 - 2010 |
| White City FC    | Australia    | 2010 - 2011 |
| Tarxien Rainbows | Malta        | 2011 - 2013 |
| Olimpia          | Honduras     | 2013        |

## Palmarés

### Campeonatos nacionales
| Título        | Club    | País  | Año  |
| ------------- | ------- | ----- | ---- |
| Copa de Suiza | Basilea | Suiza | 2007 |